# Zus Boerma-Derksen
Sophia Hendrika Francisca Maria (Zus) Boerma-Derksen (Den Haag, 10 december 1911 – Soest, 3 oktober 1998) was een Nederlandse verzetsstrijdster ten tijde van de Tweede Wereldoorlog. Zij was verzetsstrijdster van het eerste uur, al aan het begin van de oorlog, in Bilthoven. Ook hielp zij Joodse onderduikers. Voor haar werk voor het verzet heeft zij onder meer het Verzetsherdenkingskruis gekregen en de eretitel Rechtvaardige onder de Volkeren.

## Jeugd en huwelijk
Zus werd geboren in Den Haag als dochter van Johannes Hermanus Derksen en Sophia Maria Helena Drion. Haar vader had een handel in tafelzilver en hotelporselein samen met zijn broer. Ze had een broer, Dick Derksen en kreeg later ook een zusje, Jet Derksen. Wegens het werk van haar vader verhuisde het gezin naar Brussel toen Zus drie weken oud was. Toen echter in 1914 de Eerste Wereldoorlog uitbrak, vluchtte haar moeder met haar kinderen, toen alleen nog Dick en Zus, naar Nederland. Later kwam ook haar vader naar Nederland terug. Omdat zijn eerdere handel niet meer geleverd kon worden, begon hij in Den Haag met het verkopen van draaibanken en werkte als technisch vertegenwoordiger voor Van Rietschoten en Houwens. Jet Derksen werd geboren nadat het gezin was verhuisd naar een nieuwe woning in Den Haag. Zus' jeugd was niet makkelijk, haar vader was tiranniek, er waren vaak conflicten thuis waarbij haar moeder soms fysiek werd aangevallen. De kinderen leden hieronder.
In 1930 behaalde ze haar diploma aan de meisjes-HBS, waarna zij naar de kweekschool ging om bevoegd te worden in het handwerkonderwijs. In 1932 slaagde ze voor het examen Nuttige Handwerken. Ze hield van lezen, tennissen, tekenen en zwemmen. Toen zij in 1928 betrokken was bij een vredesbeweging mocht dit niet van de Rooms-Katholieke Kerk, waar zij als gevolg hiervan werd uitgezet. Zus had al problemen met het geloof. Ze werkte in het onderwijs bij C-scholen in de Schilderswijk in Den Haag tot zij in 1933 trouwde.
Via haar broer Dick, die in Delft ging studeren en lid werd van de Haagsche Studenten Vereeniging (HSV), leerde zij Harke Harm Boerma, Har, kennen. Hij was verantwoordelijk voor de tennisafdeling van de HSV. In 1933 trouwden Har en Zus. Ze kregen twee zoons, Hiepke en Jan Derk. Het gezin verhuisde in 1936 naar de Overboschlaan in Bilthoven. In 1939 kregen zij een dochter, Marjan. Het gezin was gelukkig en had een redelijk inkomen.

## De oorlog en het verzet
In 1940 brak de Tweede Wereldoorlog uit. Zus vond dat er van de Duitsers niks goeds te verwachten was, wat zij van haar moeders ervaringen had geleerd uit de Eerste Wereldoorlog. Zus en Har trachtten Joodse kennissen, de meisjes Davidson, te laten onderduiken in hun huis, maar voordat zij hier actie in konden nemen werden de meisjes al afgevoerd naar Duitsland.
In 1942 ging Zus samenwerken met Bauke de Koning, de heer Thomas en Ferdi van der Ham, allemaal ook uit Bilthoven. Zij begonnen met het verzorgen en helpen van Joodse kinderen, waarbij zij ook hielpen met het transport van de kinderen naar België. Met dit laatste werd Zus geholpen door Piet Hoogendoorn en later ook Joep Huffener. Samen met Piet Hoogendoorn bracht Zus ook onderduikers onder op de Veluwe, onder andere in vakantieparken. Samen noemden zij zichzelf de heer en mevrouw Van Oosten. In 1942 alleen al liet Zus 55 jongens onderduiken. Samen met Frits Meulenkamp, een andere verzetsstrijder, reed zij rond in een grote groene auto waarmee zij oude kennissen opzochten. De 56e jongen wilde echter niet onderduiken en werd door de Duitsers naar Kamp Westerbork overgebracht. Zijn buren hadden kleren voor hem verzameld maar durfden deze niet naar Westerbork te brengen, dus deed Zus het.
In 1943 ging Zus samenwerken met de Landelijke Organisatie voor Hulp aan Onderduikers (LO), waar zij voornamelijk samenwerkte met Jaques Dijksterhuis, maar ook met Daan Bremmer, P. Bouman en dr. Tasman.
Zus vond opschrijven veel te gevaarlijk. Zo vond zij universitair geschoolde verzetsstrijders te onvoorzichtig, zij schreven namelijk veel op. Haar streven was: een adres van een papiertje uit het hoofd leren, en daarna dat papiertje verbranden of opeten. Ze schreef zelf niets op en wilde dan ook niet samenwerken met een verzetsgroep uit Loosdrecht die zij hierin te onvoorzichtig vond. De groep werd later ook geïnfiltreerd door een verrader en uiteindelijk zelfs opgerold.
Als iemand zich wilde aansluiten bij een groep en te veel vragen stelde, werd die verdacht. Zo ook een politieman uit Utrecht. Toen men erachter kwam dat hij voor de SD werkte, werd besloten dat hij geliquideerd moest worden. Zus had een pistool gestolen van een Duitse officier en wachtte de verrader samen met iemand anders op in een steeg in Utrecht. Daar schoten ze hem neer en vervolgens vluchtten ze een Duitse propagandabioscoop in. Daar kon je tegen de betaling van 15 cent de hele dag zitten en zouden ze niet gezocht worden. Na een paar uur verlieten ze de bioscoop weer.

## Arrestatie en gevangenschap
Pieter ter Beek, de leider van de LO-LKP in Bilthoven, werd in 1944 samen met een paar anderen gearresteerd toen de spoorweg in Bilthoven werd opgeblazen. Toen Zus een tijdje niets van hem had vernomen, stuurde zij haar zoon Hiepke op pad om te vragen waar hij bleef. Bij het huis van Ter Beek was een landwachter aanwezig, die Hiepke ging ondervragen. De landwacht was opgericht als NSB-hulppolitie om de Duitsers te helpen, bewapend met oude Nederlandse geweren. Hiepke liet niets los en mocht na een paar uur gaan. Thuis was Zus met Marjan en Ries, een Joods jongetje, en iemand van de landwacht die door Zus werd uitgehoord. Jan Derk en Har waren elders. Hiepke moest zijn vader halen, die werd meegenomen door de landwachter. In Utrecht werd Har gegijzeld, hij zou worden doodgeschoten als er weer iets met het spoor zou gebeuren. Ondertussen werd Ries snel ergens anders ondergebracht.
Na een paar dagen kwamen de Duitsers het huis binnen. Zus werd meegenomen en de kinderen bleven alleen achter. De buren hielpen de kinderen, zij sliepen bij de ene buren en aten bij de andere. Zus was verraden door een lid van de LO en werd gearresteerd omdat zij hulp bood aan onderduikers, wat zij ook bekende. Haar ergere daden zoals liquidaties hield zij voor zich. Dit zouden de Duitsers toch niet van een vrouw verwachten. Har werd na tien dagen vrijgelaten en kon weer bij zijn gezin zijn.
Zus werd naar het hoofdkwartier van de SD in Utrecht gebracht, aan Maliebaan 74. Na haar bekentenis werd zij naar de gevangenis aan het Wolvenplein overgebracht. Hier heeft zij tot februari 1945 gevangen gezeten, tot zij vrijkwam doordat de SD-officier die haar zaak behandelde werd overgeplaatst en dankzij Paula, een oude kennis van haar die ook in het verzet zat.

## Weer in het verzet
Zus keerde terug naar haar gezin, dat erg blij was dat ze weer terug was, en werd onthaald door haar vrienden uit het verzet. Na haar vrijlating ging zij verder met haar verzetswerk. Ze betaalde geld van het Nationaal Steun Fonds (NSF) uit aan onderduikers en werkte onder andere samen met H. Roeberink uit Utrecht en Daan Bremmer die uit De Bilt kwam. Op een dag kwam er een man uit Noord-Limburg langs, die vroeg om voedsel. In één dag kreeg Zus voor elkaar wat anderen niet was gelukt: extra bonnen, geld en extra eten voor de onderduikers uit Noord-Limburg.
Har en Zus spraken Duits, werkten de Duitsers op hun gemoed en deden op deze manier zaken, wat hun veel opleverde. Een typerende gebeurtenis voor Har en Zus vond plaats toen een jonge Duitse soldaat langs het huis kwam en de fiets wilde hebben die naast de keuken stond geparkeerd. Har en Zus begonnen met een vorm van onderhandelen. Wat nou als er bij zijn eigen moeder opeens een soldaat aan de deur kwam die haar fiets wilde hebben? Dit raakte bij de soldaat een gevoelige snaar, hij begon te huilen en vertelde dat hij al een tijd niets van zijn moeder had gehoord. Hij mocht binnen komen, kreeg 7,5 gulden en een kop eikelcacao en vertrok met de beste wensen later weer zonder fiets.

## De bevrijding
Na de eerste onderhandelingen tussen de geallieerden en de Duitsers reden er blauwe legerwagens met een rood kruis rond, de Prinses Beatrix Brigade. Zij verstrekten medische hulp. Bij deze militairen zat een Franse kolonel die een onderscheiding uitreikte aan Zus, waarschijnlijk een dagorder. Op een vrijdagavond werd bekendgemaakt dat er overeenstemming was. De maandag erna kwamen de geallieerden langs, zij brachten onder andere voedsel mee. De Duitsers vertrokken via de Afsluitdijk naar Duitsland terug, NSB'ers werden opgepakt.
Er werd twee weken feestgevierd en in augustus weer twee weken. Ries werd herenigd met zijn broer Jopie, die was ondergedoken in Utrecht. Zus wilde Ries in huis houden als zijn moeder niet zou terugkeren, maar ook zij keerde terug. Ries, wiens echte naam Maurice Meijer bleek te zijn, en Jopie gingen met hun moeder naar Amsterdam. Har ging weer werken en de kinderen gingen weer naar school. Zus ging voor de Stichting 1940-1945 colporteren en bracht dagblad De Waarheid rond.
Na de oorlog had Zus niet meer de energie die zij in de oorlog had. Ze zei vaak: 'De eigenlijke geschiedenis van het verzet wordt nooit opgeschreven.' Het was haar mogelijk geweest in het verzet te werken en dagen weg te blijven doordat het gezin een zekere welstand had, Har goed verdiende en er dienstmeisjes waren. Zus heeft grootse dingen gedaan voor het verzet en zette zich in voor de medemens, handelingen waarmee ze vele levens heeft gered of beter heeft gemaakt.

## Familie
Na de Tweede Werldoorlog kreeg Zus Boerma-Derksen nog twee kinderen. Zij is de moeder van componist en saxofonist Ted Ponjee en de grootmoeder van schrijfster Olga Ponjee.

## Eerbetoon
- In 1946 ontving zij voor haar hulp aan Amerikaanse militairen tijdens de oorlog een onderscheiding van de Amerikaanse ambassade in Den Haag.
- Op 4 januari 1978 ontving zij voor haar hulp aan Joodse onderduikers van Yad Vashem de eretitel Rechtvaardige onder de Volkeren.[11][12]
- Voor haar daden voor het verzet ontving zij in 1980 het Verzetsherdenkingskruis.[3]